# Belgische hockeyploeg (mannen)
De Belgische hockeyploeg voor mannen is de nationale ploeg die België vertegenwoordigt tijdens interlands in het hockey, en heeft als bijnaam Red Lions. 

## Geschiedenis
Tijdens de Olympische Zomerspelen van 1920 (Antwerpen) behaalde de ploeg brons. Vervolgens heeft het tot 2007 geduurd voordat opnieuw een medaille tijdens een belangrijk toernooi werd gehaald. Op het Europees kampioenschap hockey in Manchester is opnieuw brons gehaald. Deze prestatie was tevens goed voor plaatsing voor de Olympische Spelen van 2008 in Peking. De Belgische hockeyploeg had namelijk voor het laatst bij de Olympische Zomerspelen 1976 in Montreal (Canada) deelgenomen aan de zomerspelen. Daarnaast debuteerden de mannen in 2012 bij het toernooi om de Champions Trophy.
De Belgische hockeyploeg werd vanaf eind 2010 door voormalig Australisch international Colin Batch geleid, hij volgde zijn landgenoot Adam Commens op. Batch kondigde in september 2012 zijn vertrek aan. Tussen 1 november 2012 en juli 2014 stonden de Red Lions onder leiding van de Nederlander Marc Lammers. In juli 2014 werd Jeroen Delmee de nieuwe bondscoach, die op zijn beurt een jaar later opgevolgd werd door de Nieuw-Zeelander Shane McLeod.
In augustus 2015 werd de ploeg vijfde op het Europees kampioenschap hockey mannen 2015. In december dat jaar behaalde het team zilver bij de afsluiting van de Hockey World League 2014-15. In juni 2016 volgde een vijfde plaats bij de Champions Trophy, in augustus dat jaar haalden de Red Lions zilver na verlies in de hockeyfinale op de Olympische Zomerspelen 2016 in Rio de Janeiro. In augustus 2017 behaalden ze ook zilver op het Europees kampioenschap hockey mannen 2017. In december 2018 werden ze wereldkampioen in India. In 2019 volgde de Europese titel nadat in de finale met 5-0 gewonnen werd van Spanje.

### WK 2018
België kwalificeerde zich voor het WK door in de Hockey World League bij de tien beste landen te eindigen. Op het WK werden ze in de poule C ingedeeld bij Canada, India en Zuid-Afrika. In deze poule eindigde ze tweede met zeven punten. Evenveel als India, maar zij hadden een beter doelsaldo. Door deze tweede plaats speelde België een extra match in de tweede ronde. In deze tweede ronde versloegen ze recordkampioen Pakistan met 5-0. In de kwartfinale nam België het vervolgens op tegen zesvoudig Europees kampioen Duitsland. De Red Lions wisten in deze wedstrijd tweemaal te scoren, doelpunten van Hendrickx en Boon. De wedstrijd eindigde op 1-2 in het voordeel van de Belgen. In de halve finale ging Engeland voor de bijl met een 0-6 score. De strijd om wereldtitel tegen Europees kampioen Nederland werd beslecht in de shoot-outs. Hierin kwam de Belgen eerst 0-2 achter, maar dankzij tussenkomsten van doelman Vanasch konden ze deze achterstand om bouwen tot 3-2 voorsprong. De Red Lions wisten zo voor de eerste maal een toernooi te winnen en bovendien werd Alexander Hendrickx medetopschutter met 7 doelpunten. Op 18 december werden de spelers gehuldigd op de Brusselse Grote Markt.

### EK 2019
Als gastland was België automatisch gekwalificeerd voor het EK. De Belgische mannen werden ingedeeld in een poule met Wales, Spanje en Engeland. Als gastland mocht België het kampioenschap openen. Het won deze openingswedstrijd met 5-0 van Spanje. Op de tweede speeldag had België niet veel moeite met Engeland en op de laatste speeldag van de poules ging Wales voor de bijl met 6-0. In de halve finale mocht België het opnemen tegen Europees recordhouder Duitsland. De Belgen kwamen eerst 0-2 achter, maar wisten in het derde en vierde kwart de achterstand nog om te buigen in een 4-2 overwinning. Doordat in de andere halve finale Nederland verslagen werd door Spanje, 3-4, mochten de Belgische mannen het opnieuw opnemen tegen de Spanjaarden. In de finale stond het na het tweede kwart reeds 4-0 in het voordeel van de Belgen. In het voorlaatste kwart kon Hendrickx de score nog verhogen naar 5-0. Dankzij deze overwinning werden de Belgen voor de eerste keer Europees kampioen en wisten ze zich zo ook rechtstreeks te plaatsen voor de Olympische Spelen 2020 in Tokio. Doelman Vincent Vanasch werd uitgeroepen tot beste doelman en Victor Wegnez tot beste speler van het tornooi. Tom Boon en Alexander Hendrickx werden samen met Mirco Pruyser en Pau Quemada topscorers van het toernooi.

### EK 2021
België werd op het EK 2021 in Amstelveen derde. Ze verloren in de halve finales van Nederland en wonnen van Engeland in de strijd om de bronzen medaille.

### OS 2020
De Belgen begonnen aan de Olympische Zomerspelen in 2021 met het doel om goud te veroveren. Vijf jaar eerder hadden de Belgen immers al een olympische finale gespeeld, die verloren werd tegen Argentinië. In de groepsfase kenden de Red Lions weinig problemen en werden ze groepswinnaar. Enkel de Britten wisten de Belgen tot een gelijkspel te dwingen. In de kwartfinale was Spanje de tegenstander. De Spanjaarden gingen de rust in met een 0-1 voorsprong na een owngoal van de Belgen. In de tweede helft wisten de Red Lions deze achterstand echter om te buigen in een 3-1 winst. In de halve finale tegen India verliep de match gelijkaardig. Hoewel België al vroeg op voorsprong kwam, kwamen de Indiërs terug en maakten ze 1-1 en 1-2. Alexander Hendrickx zorgde er echter met een hattrick voor dat de Belgen 4-2 voorkwamen. John-John Dohmen bracht de 5-2 eindstand op het bord. 
In de finale troffen de Belgen de Australiërs, die in hun halve finale Duitsland hadden verslagen. In het derde kwart kwamen de Belgen op voorsprong na een doelpunt van Florent van Aubel. De Australiërs reageerden echter het laatste kwart en kwamen op gelijke hoogte. Het bleef bij 1-1. Shoot-outs moesten dus beslissen over winst of verlies. Toen België 2-3 voorstond, moest Australië scoren. Het was Whetton die deze taak op zich nam, maar hij faalde, waardoor België virtueel gewonnen had. De videoscheidsrechter zag echter een fout van Vincent Vanasch op Whetton, waardoor de shoot-out hernomen mocht worden. In de herneming faalde Whetton opnieuw en België werd dus olympisch kampioen.

### OS 2024
Op de Olympische Zomerspelen van Parijs gingen de Red Lions opnieuw op zoek naar olympisch goud zoals drie jaar eerder in Tokyo. In de groepsfase wonnen ze hun eerste vier wedstrijden en speelden gelijk in hun vijfde wedstrijd.
- tegen Ierland: 2-0
- tegen Nieuw-Zeeland: 2-1
- tegen Australië: 6-2
- tegen India: 2-1
- tegen Argentinië: 3-3

In de kwartfinales verloren de Red Lions van Spanje met 2-3.

## Erelijst Belgische hockeyploeg
| Jaar | Champions Trophy       | Europees kampioenschap     | Olympische Spelen      | Wereldkampioenschap          | Hockey World League Hockey Pro League |
| ---- | ---------------------- | -------------------------- | ---------------------- | ---------------------------- | ------------------------------------- |
| 1908 |                        |                            | geen deelname          |                              |                                       |
| 1920 |                        |                            | OS 1920 Antwerpen      |                              |                                       |
| 1928 |                        |                            | 4e OS 1928 Amsterdam   |                              |                                       |
| 1932 |                        |                            | geen deelname          |                              |                                       |
| 1936 |                        |                            | 9e OS 1936 Berlijn     |                              |                                       |
| 1948 |                        |                            | 5e OS 1948 Londen      |                              |                                       |
| 1952 |                        |                            | 9e OS 1952 Helsinki    |                              |                                       |
| 1956 |                        |                            | 7e OS 1956 Melbourne   |                              |                                       |
| 1960 |                        |                            | 11e OS 1960 Rome       |                              |                                       |
| 1964 |                        |                            | 7e OS 1964 Tokio       |                              |                                       |
| 1968 |                        |                            | 9e OS 1968 Mexico-Stad |                              |                                       |
| 1970 |                        | 5e EK 1970 Brussel         |                        |                              |                                       |
| 1971 |                        |                            |                        | geen deelname                |                                       |
| 1972 |                        |                            | 10e OS 1972 München    |                              |                                       |
| 1973 |                        |                            |                        | 8e WK 1973 Amstelveen        |                                       |
| 1974 |                        | 10e EK 1974 Madrid         |                        |                              |                                       |
| 1975 |                        |                            |                        | geen deelname                |                                       |
| 1976 |                        |                            | 9e OS 1976 Montreal    |                              |                                       |
| 1978 | geen deelname          | geen deelname              |                        | 14e WK 1978 Buenos Aires     |                                       |
| 1980 | geen deelname          |                            | geen deelname          |                              |                                       |
| 1981 | geen deelname          |                            |                        |                              |                                       |
| 1982 | geen deelname          |                            |                        | geen deelname                |                                       |
| 1983 | geen deelname          | 8e EK 1983 Amstelveen      |                        |                              |                                       |
| 1984 | geen deelname          |                            | geen deelname          |                              |                                       |
| 1985 | geen deelname          |                            |                        |                              |                                       |
| 1986 | geen deelname          |                            |                        | geen deelname                |                                       |
| 1987 | geen deelname          | 10e EK 1987 Moskou         |                        |                              |                                       |
| 1988 | geen deelname          |                            | geen deelname          |                              |                                       |
| 1989 | geen deelname          |                            |                        |                              |                                       |
| 1990 | geen deelname          |                            |                        | geen deelname                |                                       |
| 1991 | geen deelname          | 9e EK 1991 Parijs          |                        |                              |                                       |
| 1992 | geen deelname          |                            | geen deelname          |                              |                                       |
| 1993 | geen deelname          |                            |                        |                              |                                       |
| 1994 | geen deelname          |                            |                        | 11e WK 1994 Sydney           |                                       |
| 1995 | geen deelname          | 4e EK 1995 Dublin          |                        |                              |                                       |
| 1996 | geen deelname          |                            | geen deelname          |                              |                                       |
| 1997 | geen deelname          |                            |                        |                              |                                       |
| 1998 | geen deelname          |                            |                        | geen deelname                |                                       |
| 1999 | geen deelname          | 4e EK 1999 Padua           |                        |                              |                                       |
| 2000 | geen deelname          |                            | geen deelname          |                              |                                       |
| 2001 | geen deelname          |                            |                        |                              |                                       |
| 2002 | geen deelname          |                            |                        | 14e WK 2002 Kuala Lumpur     |                                       |
| 2003 | geen deelname          | 6e EK 2003 Barcelona       |                        |                              |                                       |
| 2004 | geen deelname          |                            | geen deelname          |                              |                                       |
| 2005 | geen deelname          | 4e EK 2005 Leipzig         |                        |                              |                                       |
| 2006 | geen deelname          |                            |                        | geen deelname                |                                       |
| 2007 | geen deelname          | EK 2007 Manchester         |                        |                              |                                       |
| 2008 | geen deelname          |                            | 9e OS 2008 Peking      |                              |                                       |
| 2009 | geen deelname          | 5e EK 2009 Amstelveen      |                        |                              |                                       |
| 2010 | geen deelname          |                            |                        | geen deelname                |                                       |
| 2011 | geen deelname          | 4e EK 2011 Mönchengladbach |                        |                              |                                       |
| 2012 | 5e CT 2012 Melbourne   |                            | 5e OS 2012 Londen      |                              |                                       |
| 2013 |                        | EK 2013 Boom               |                        |                              | 5e HWL 2012-13                        |
| 2014 | 8e CT 2014 Bhubaneswar |                            |                        | 5e WK 2014 Den Haag          |                                       |
| 2015 |                        | 5e EK 2015 Londen          |                        |                              | HWL 2014-15                           |
| 2016 | 5e CT 2016 Londen      |                            | OS 2016 Rio de Janeiro |                              |                                       |
| 2017 |                        | EK 2017 Amstelveen         |                        |                              | 5e HWL 2016-17                        |
| 2018 | 5e CT 2018 Breda       |                            |                        | WK 2018 Bhubaneswar          |                                       |
| 2019 |                        | EK 2019 Antwerpen          |                        |                              | HPL 2019                              |
| 2021 |                        | EK 2021 Amstelveen         | OS 2020 Tokio          |                              | HPL 2020                              |
| 2022 |                        |                            |                        |                              | HPL 2022                              |
| 2023 |                        | EK 2023 Mönchengladbach    |                        | WK 2023 Bhubaneswar/Rourkela | HPL 2023                              |
| 2024 |                        |                            | 5e OS 2024 Parijs      |                              | 5e HPL 2024                           |
| 2025 |                        | 5e EK 2025 Mönchengladbach |                        |                              | 2e HPL 2025                           |

## Bondscoaches
| Land                   | Naam                  | Periode    | Opmerkingen | Assistent-bondscoach |
| ---------------------- | --------------------- | ---------- | ----------- | -------------------- |
| Vlag van Zuid-Afrika   | Giles Bonnet          | 2001-2007  |             |                      |
| Vlag van Australië     | Adam Commens          | 2007-2010  |             | Colin Batch          |
| Vlag van Australië     | Colin Batch           | 2010-2012  |             | Jeroen Delmee        |
| Vlag van Nederland     | Marc Lammers          | 2012-2014  |             | Jeroen Delmee        |
| Vlag van Nederland     | Jeroen Delmee         | 2014-2015  |             | Philippe Goldberg    |
| Vlag van Nieuw-Zeeland | Shane McLeod          | 2015-2021  |             | Philippe Goldberg    |
| Vlag van Nederland     | Michel van den Heuvel | 2021-2024  |             | Shane McLeod         |
| Vlag van Nieuw-Zeeland | Shane McLeod          | 2024-heden |             | Craig Sieben         |

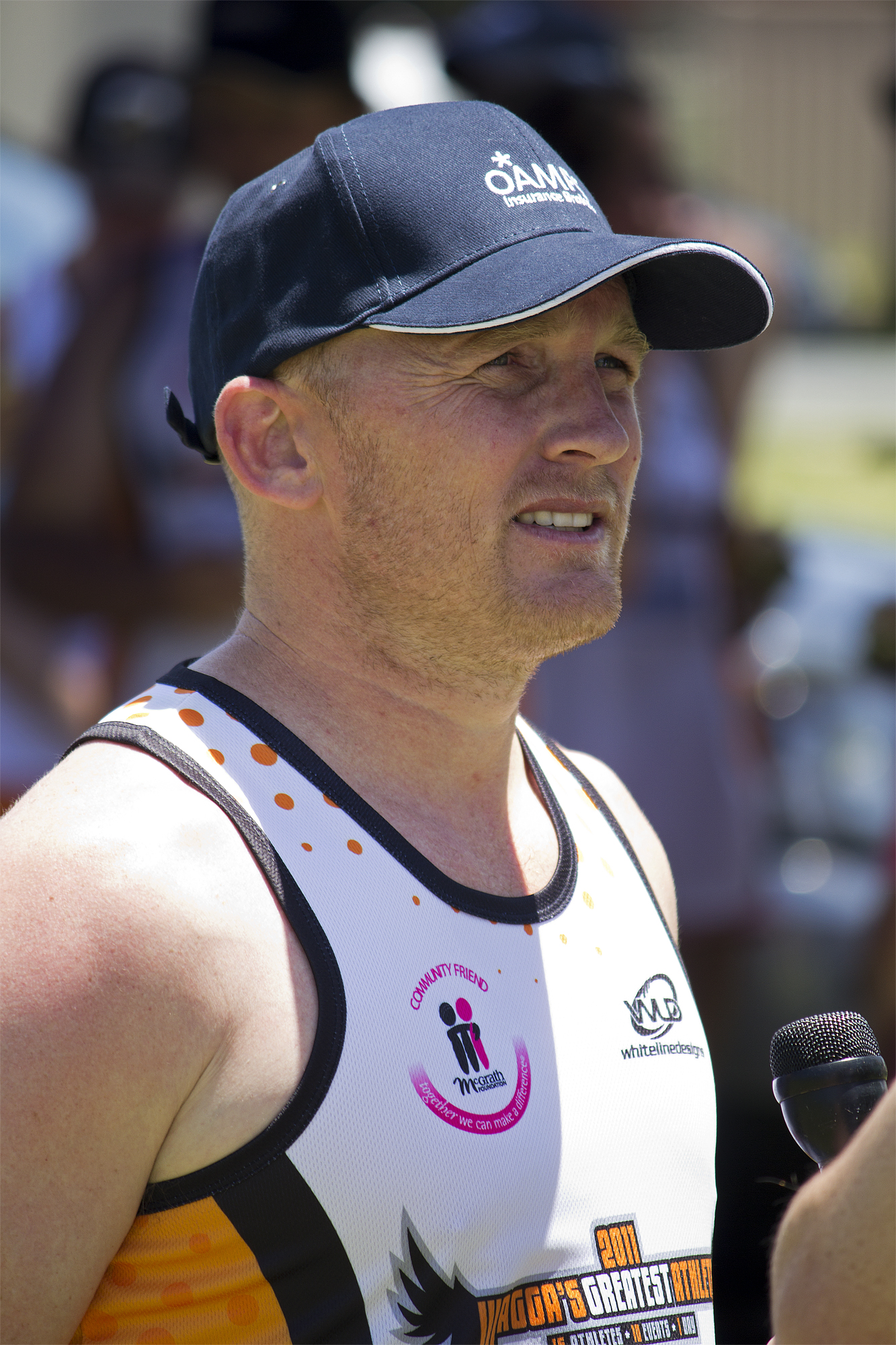
Adam Commens (2007-2010)
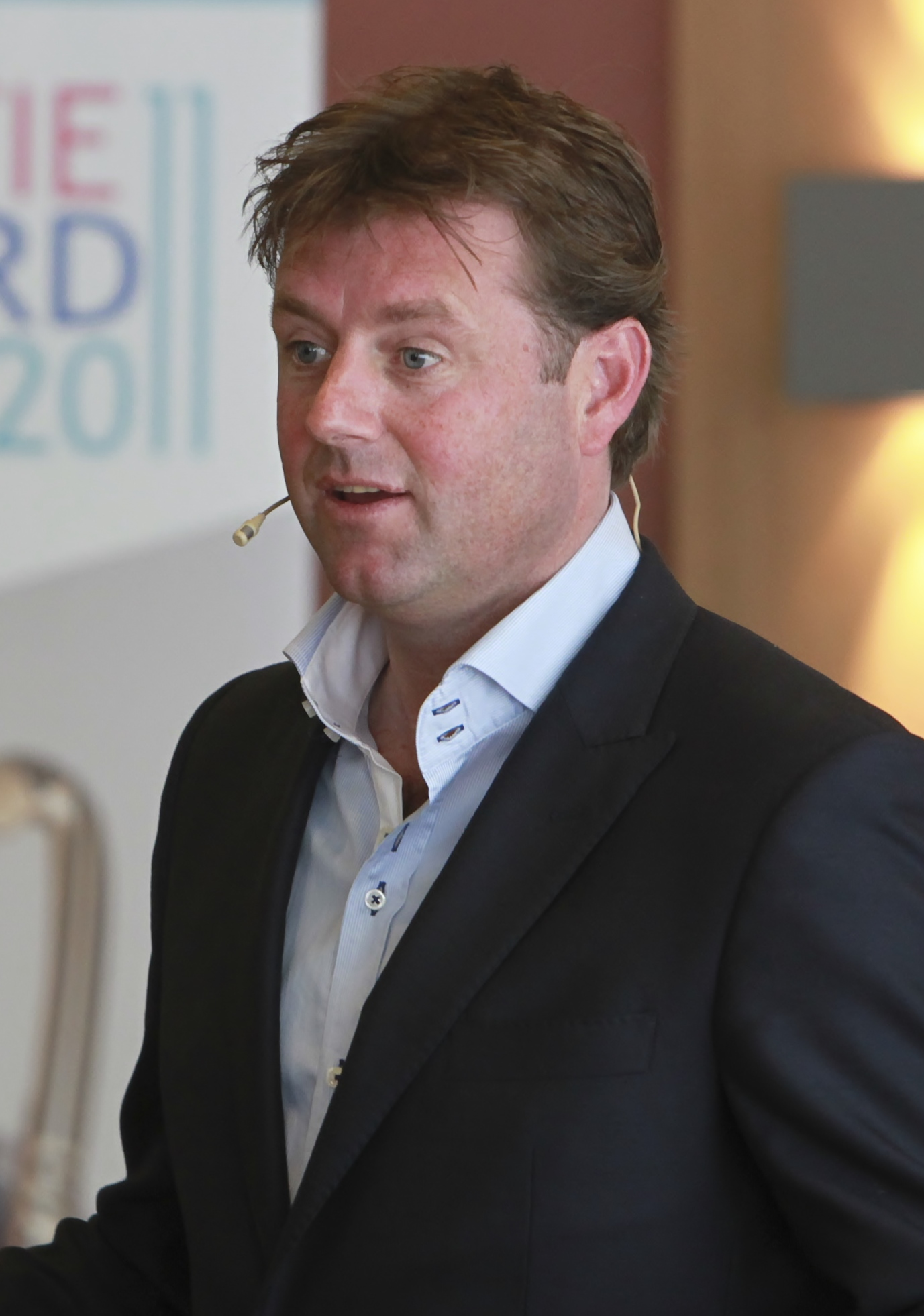
Marc Lammers (2012-2014)
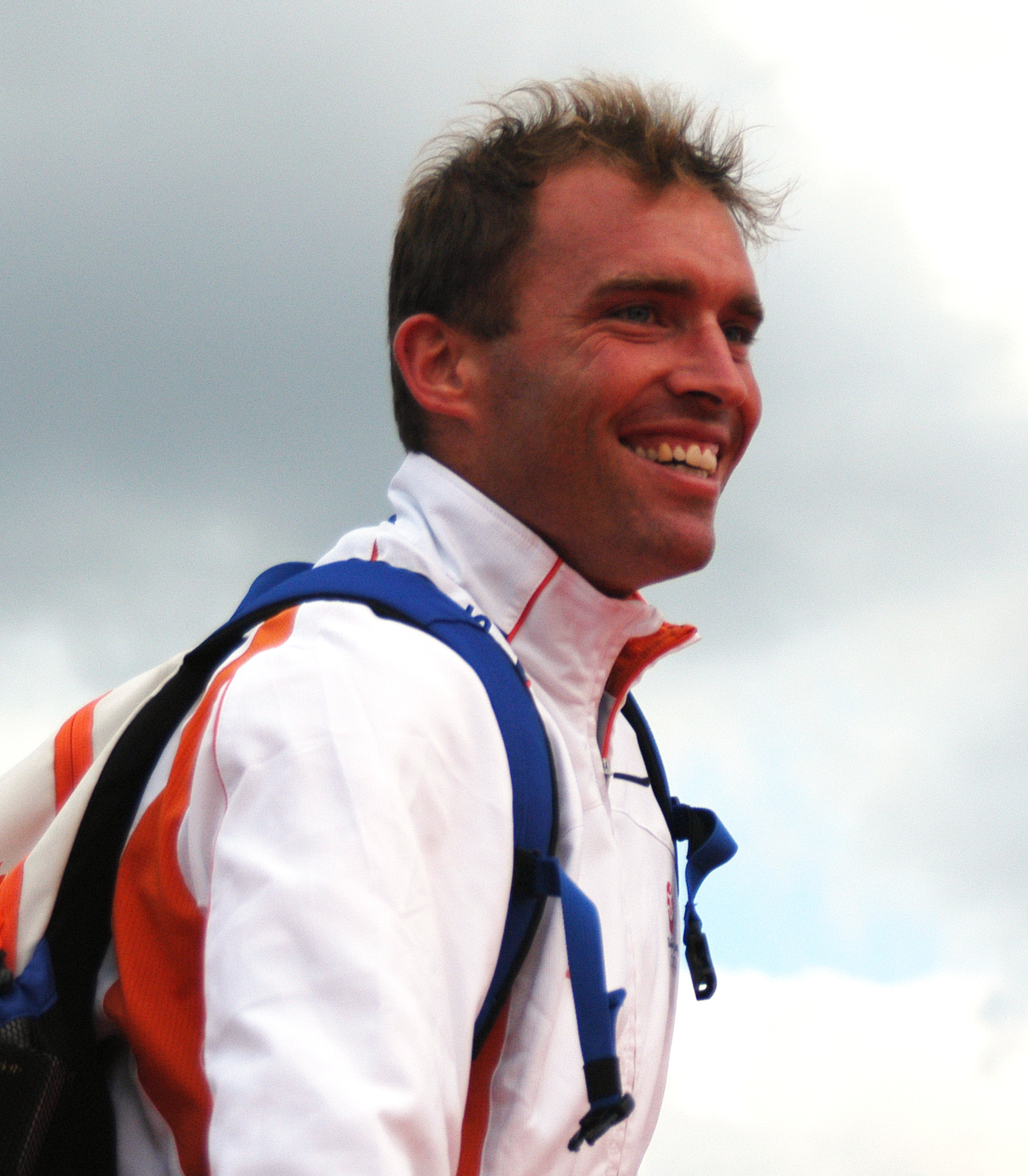
Jeroen Delmee (2014-2015)
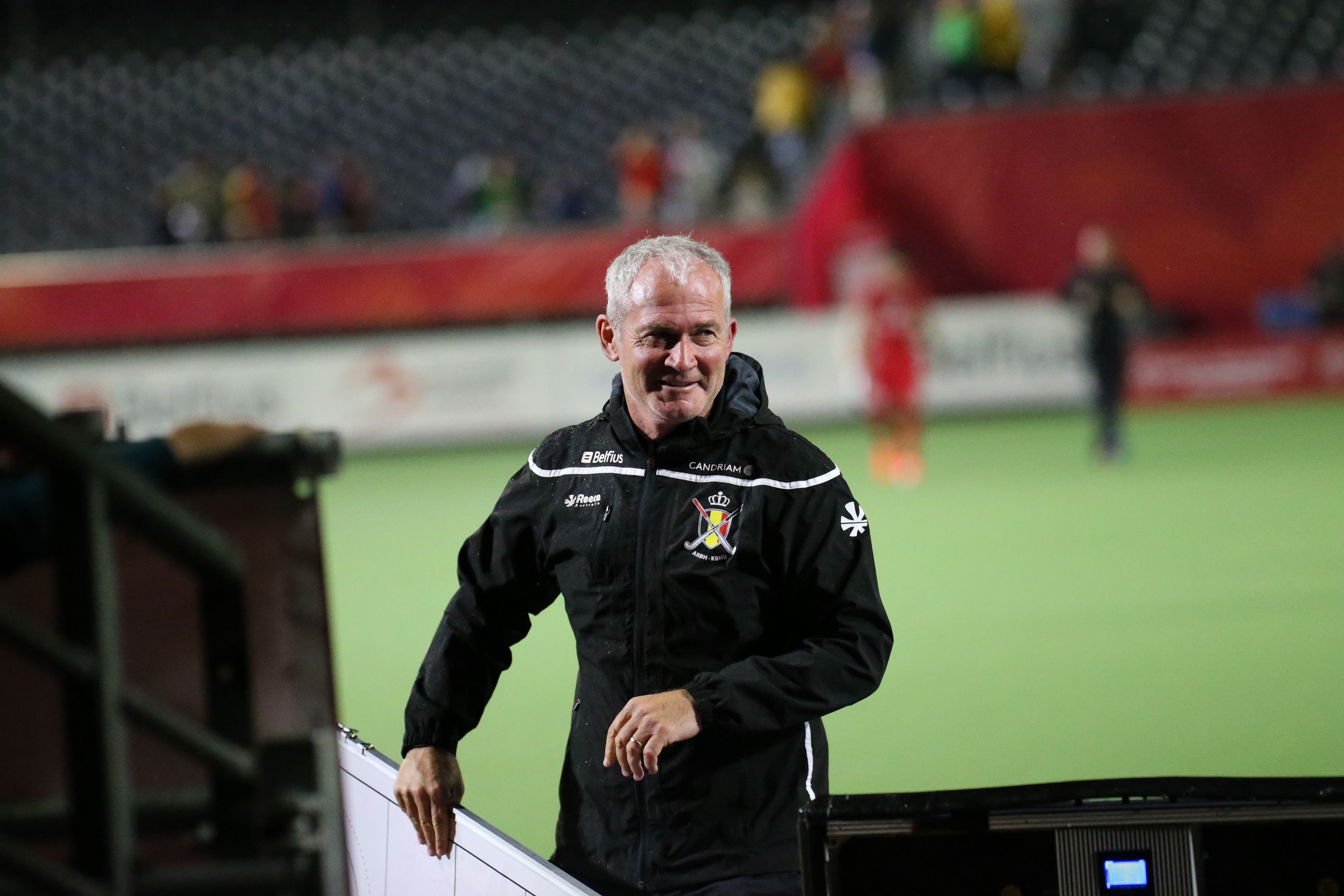
Shane McLeod (2015-2021 & 2024-heden)

## Voormalige selecties
1: Charles Delelienne (GK) ·
2: Raoul Daufresne de la Chevalerie (D) ·
3: Maurice Van den Bemden (D) ·
4: Fernand de Montigny (M) ·
5: Adolphe Goemaere (M) ·
6: Charles Guiette (M) ·
7: René Strauwen (M) ·
8: André Becquet (A) ·
9: Pierre Chibert (A) ·
10: Raymond Keppens (A) ·
11: Louis Diercxsens (A) · 12: Robert Gevers (A) · 13: Jean Van Nérom (A) · 14: Pierre Valcke (A) · 15: Paul Thinchant (reserve) · 
1: Lambert Adelot ·
2: Claude Baudoux ·
3: Yvon Baudoux ·
4: Freddy Cattoir ·
5: Louis De Deken ·
6: Paul Delheid ·
7: Louis Diercxsens ·
8: Auguste Goditiabois ·
9: Adolphe Goemaere ·
10: Georges Grosjean ·
11: Joseph Bastiné · 12: Charles Koning · 13: René Mallieux · 14: André Seeldrayers · 15: Étienne Soubre · 16: Jean Van Der Straeten · 17: Emile Vercken · 18: Corneille Wellens · 19: Fernand Carez (reserve) · 20: Charles de Keyzer (reserve) · 21: Victor de Laveleye (reserve) · 22: Jacques Rensburg (reserve) · 
1: Lambert Adelot ·
2: Henri Delaval ·
3: Paul Delheid ·
4: Edmond Leplat ·
5: Eugène Moreau de Melen ·
6: Édouard Portielje ·
7: Jacques Putz ·
8: Jacques Rensburg ·
9: Emmanuel Van De Merghel ·
10: Reggy Vandeputte ·
11: Albert Van Den Branden · 12: Corneille Wellens · 13: Raymond Distave · 14: Willy Hagenaers · 15: Louis Eloy (reserve) · 16: Pierre Geelhand (reserve) · 
1: Lucien Boekmans ·
2: Robert Cayman ·
3: Henri Delaval ·
4: José Delaval ·
5: Jean Dubois ·
6: Jean-Jacques Enderlé ·
7: Roger Goossens ·
8: Jacques Kielbaye ·
9: Harold Mechelynck ·
10: Henri Niemegeerts ·
11: Joseph Van Muylders · 12: Lucien Van Weydeveld · 13: André Waterkeyn · 14: Jean-Marie Jadoul (reserve) · 15: Jean-Jacques Moucq (reserve) · 16: Paul Toussaint (reserve) · 17: André Carbonnelle (reserve) · 
1: Pierre Bousmanne ·
2: José Delaval ·
3: Jean Dubois ·
4: Jean-Jacques Enderlé ·
5: Roger Goossens ·
6: Harold Mechelynck ·
7: Roger Morlet ·
8: Jean-Jacques Moucq ·
9: Leo Rooman ·
10: Paul Toussaint ·
11: Jean Van Leer · 12: Lucien Van Weydeveld · 13: Jacques Vanderstappen · 
1: André Carbonnelle ·
2: Luc Decrop ·
3: Jean Dubois ·
4: Jean-Jacques Enderlé ·
5: Yvan Freedman ·
6: Roger Goossens ·
7: Franz Lorette ·
8: André Muschs ·
9: Roger Paternoster ·
10: Jean-Pierre Rensburg ·
11: Jean Van Leer · 12: Jacques Vanderstappen · 13: Eddy Carbonnelle (reserve) · 14: Pierre Dupont (reserve) · 
1: Yves Bernaert ·
2: André Carbonnelle ·
3: Eddy Carbonnelle ·
4: Guy Debbaudt ·
5: Pierre Delbecque ·
6: Jean Dubois ·
7: Roger Goossens ·
8: Guy Huyghens ·
9: Franz Lorette ·
10: Robert Lycke ·
11: Jean-Pierre Marionex · 12: André Muschs · 13: Michel Muschs · 14: Jacques Rémy · 15: Freddy Rens · 16: Jean-Louis Roersch · 17: Jacques Vanderstappen · 18: Paul Fayat (reserve) · 
1: Michel Berger ·
2: Yves Bernaert ·
3: Jean-Marie Buisset ·
4: Jean-Louis Le Clerc ·
5: Franz Lorette ·
6: Guy Miserque ·
7: Daniel Moussiaux ·
8: André Muschs ·
9: Michel Muschs ·
10: Claude Ravinet ·
11: Jacques Rémy · 12: Freddy Rens · 13: Jean-Louis Roersch · 14: Jean-Louis Roersch · 15: Eric Van Beuren · 16: Jacques Vanderstappen · 17: Guy Verhoeven · 
1: Yves Bernaert ·
2: Charly Bouvy ·
3: Jean-Marie Buisset ·
4: Michel Deville ·
5: Daniel Dupont ·
6: Jean-François Gilles ·
7: William Hansen ·
8: Jean-Louis Le Clerc ·
9: Marc Legros ·
10: Guy Miserque ·
11: André Muschs · 12: Claude Ravinet · 13: Jean-Louis Roersch · 14: Armand Solie · 15: Georges Vanderhulst · 
1: Jean-Marie Buisset ·
2: Carl-Eric Vanderborght ·
3: Marc Legros ·
4: Eric Stoupel ·
5: Bernard Smeekens (reserve) ·
6: Charly Bouvy ·
7: Michel De Saedeleer ·
8: Patrick Gillard ·
9: Daniel Dupont ·
10: Jean-Claude Moraux ·
11: Jean-François Gilles · 12: Philippe Collin · 13: Jean Toussaint · 14: Raoul Ronsmans · 15: Armand Solie · 16: Michel Deville · 17: Guy Miserque · 18: Jean-André Zembsch · 
1: Frank Smissaert ·
2: Guy Miserque ·
3: Francis Bouche (reserve) ·
4: Serge Dubois ·
5: Bernard Smeekens ·
6: Bernard Mauchien ·
7: Paul Urbain ·
8: Armand Solie ·
9: Michel Vanderborght ·
10: Carl-Eric Vanderborght ·
11: Robert Maroye · 12: Bruno De Clynsen · 13: Jean-François Gilles · 14: Jean Toussaint · 15: Michel Van Tuyckom · 16: Jean-Claude Moraux · Coach: Ernst Willig

1: Cédric De Greve (GK) ·
2: David Van Rysselberghe (GK) ·
3: Thomas Briels ·
4: Cédric Charlier ·
5: Jérôme Dekeyser ·
6: Félix Denayer ·
7: John-John Dohmen ·
8: Philippe Goldberg ·
9: Gregory Gucassoff ·
10: Patrice Houssein ·
11: Maxime Luycx · 12: Xavier Reckinger · 13: Thierry Renaer · 14: Jérôme Truyens · 15: Thomas Van Den Balck · 16: Charles Vandeweghe · 17: Loïc Vandeweghe · 18: Alexandre De Saedeleer (reserve) · Coach: Adam Commens
1: Vincent Vanasch (GK) ·
2: Manu Leroy (GK) ·
3: Gauthier Boccard ·
4: Tom Boon ·
5: Thomas Briels ·
6: Cédric Charlier ·
7: Alexandre De Saedeleer ·
8: Félix Denayer ·
9: Jérôme Dekeyser ·
10: Simon Gougnard ·
11: John-John Dohmen · 12: Maxime Luycx · 13: Xavier Reckinger · 14: Jeffrey Thys · 15: Jérôme Truyens · 16: Florent van Aubel · 17: Benjamin Van Hove · 18: Elliot Van Strydonck · Coach: Colin Batch
1: Vincent Vanasch (GK) ·
2: Jeremy Gucassoff (GK) ·
3: Gauthier Boccard ·
4: Tom Boon ·
5: Thomas Briels ·
6: Cédric Charlier ·
7: Tanguy Cosyns ·
8: Félix Denayer ·
9: Alexandre de Paeuw ·
10: Sébastien Dockier ·
11: John-John Dohmen · 12: Simon Gougnard · 13: Alexander Hendrickx · 14: Loïck Luypaert · 15: Emmanuel Stockbroekx · 16: Jérôme Truyens · 17: Florent Van Aubel · 18: Arthur Van Doren · 19: Elliot Van Strydonck · Coach: Shane McLeod
1: Vincent Vanasch (GK) ·
2: Loïc Van Doren (GK) ·
3: Gauthier Boccard ·
4: Loïck Luypaert ·
5: Arthur De Sloover ·
6: Arthur Van Doren ·
7: Alexander Hendrickx ·
8: Félix Denayer ·
9: Antoine Kina ·
10: John-John Dohmen ·
11: Victor Wegnez · 12: Simon Gougnard · 13: Tom Boon · 14: Sebastien Dockier · 15: Cédric Charlier · 16: Florent van Aubel · 17: Nicolas De Kerpel · 18: Thomas Briels · 19: Augustin Meurmans · Coach: Shane McLeod
1: Jeremy Gucassoff (GK) ·
2: Vincent Vanasch (GK) ·
3: Alexandre De Saedeleer ·
4: Dorian Thiéry ·
5: Elliot Van Strydonck ·
6: Arthur Van Doren ·
7: Emmanuel Stockbroekx ·
8: Xavier Reckinger ·
9: Felix Denayer ·
10: John-John Dohmen ·
11: Simon Gougnard · 12: Jérôme Truyens · 13: Tom Boon · 14: Thomas Briels · 15: Cédric Charlier · 16: Sébastien Dockier · 17: Tanguy Cosyns · 18: Florent van Aubel · Coach: Marc Lammers
1: Vincent Vanasch (GK) ·
2: Loïc Van Doren (GK) ·
3: Arthur De Sloover ·
4: Arthur Van Doren ·
5: Loïck Luypaert ·
6: Alexander Hendrickx ·
7: Gauthier Boccard ·
8: Emmanuel Stockbroekx ·
9: Simon Gougnard ·
10: John-John Dohmen ·
11: Victor Wegnez · 12: Felix Denayer · 13: Sebastien Dockier · 14: Cédric Charlier · 15: Tom Boon · 16: Thomas Briels · 17: Florent van Aubel · 18: Nicolas De Kerpel · 19: Antoine Kina (reserve) · 20: Augustin Meurmans (reserve) · Coach: Shane McLeod
1: Vincent Vanasch (GK) ·
2: Loïc Van Doren (GK) ·
3: Arthur Van Doren ·
4: Gauthier Boccard ·
5: Alexander Hendrickx ·
6: Arthur De Sloover ·
7: Loïck Luypaert ·
8: John-John Dohmen ·
9: Felix Denayer (C) ·
10: Simon Gougnard ·
11: Antoine Kina · 12: Victor Wegnez · 13: Florent van Aubel · 14: Sebastien Dockier · 15: Cédric Charlier · 16: Nicolas De Kerpel · 17: Tom Boon · 18: Tanguy Cosyns · 19: Maxime Van Oost (reserve) · 20: Thibeau Stockbroekx (reserve) · Coach: Michel van den Heuvel
1: Cédric De Greve (GK) ·
2: Manu Leroy (GK) ·
3: Xavier Reckinger ·
4: Xavier-Charles Letier ·
5: Thierry Renaer ·
6: Loïc Vandeweghe ·
7: Jean-Philippe Brulé ·
8: Thomas Van Den Balck ·
9: Maxime Luycx ·
10: Mike Dewever ·
11: Gilles Petre · 12: Jean Willems · 13: Marc Coudron · 14: Patrice Houssein · 15: Charles Vandeweghe · 16: Philippe Goldberg · 17: Jérôme Toussaint · 18: Dennis Dijkshoorn · Coach: Giles Bonnet
1: Cédric De Greve (GK) ·
2: Manu Leroy (GK) ·
3: Xavier Reckinger ·
4: Thierry Stumpe ·
5: Thierry Renaer ·
6: Loïc Vandeweghe ·
7: Jean-Philippe Brulé ·
8: Thomas Van Den Balck ·
9: Maxime Luycx ·
10: Charles Vandeweghe ·
11: Gilles Petre · 12: Philippe Goldberg · 13: Jérôme Dekeyser · 14: Patrice Houssein · 15: John Goldberg · 16: John-John Dohmen · 17: Amaury De Cock · 18: Jérôme Truyens · Coach: Giles Bonnet
1: Cédric De Greve (GK) ·
2: David Van Rysselberghe (GK) ·
3: Xavier Reckinger ·
4: Thomas Van Den Balck ·
5: Alexandre De Saedeleer ·
6: Benjamin Van Hove ·
7: Amaury De Cock ·
8: Philippe Goldberg ·
9: Gregory Gucassoff ·
10: John-John Dohmen ·
11: Patrice Houssein · 12: Maxime Luycx · 13: Loïc Vandeweghe · 14: Gilles Petre · 15: Jérôme Truyens · 16: Jérôme Dekeyser · 17: Charles Vandeweghe · 18: Thomas Briels · Coach: Adam Commens
1: David Van Rysselberghe (GK) ·
2: Vincent Vanasch (GK) ·
3: Alexandre De Saedeleer ·
4: Xavier Reckinger ·
5: Audry Renaer ·
6: Maxime Luycx ·
7: Félix Denayer ·
8: Philippe Goldberg ·
9: Gregory Gucassoff ·
10: John-John Dohmen ·
11: Patrice Houssein · 12: Simon Gougnard · 13: Cédric Charlier · 14: Tom Boon · 15: Jérôme Truyens · 16: Jérôme Dekeyser · 17: Jeffrey Thys · 18: Thomas Briels · Coach: Adam Commens
1: David Van Rysselberghe (GK) ·
2: Jeremy Gucassoff (GK) ·
3: Alexandre De Saedeleer ·
4: Xavier Reckinger ·
5: Benjamin Van Hove ·
6: Maxime Luycx ·
7: Alexandre de Paeuw ·
8: John-John Dohmen ·
9: Félix Denayer ·
10: Simon Gougnard ·
11: Jérôme Truyens · 12: Jérôme Dekeyser · 13: Thomas Briels · 14: Florent van Aubel · 15: Cédric Charlier · 16: Tom Boon · 17: Jeffrey Thys · 18: Renaud Pangrazio · Coach: Colin Batch
1: Vincent Vanasch (GK) ·
2: Jeremy Gucassoff (GK) ·
3: Alexandre De Saedeleer ·
4: Elliot Van Strydonck ·
5: Emmanuel Stockbroekx ·
6: Loïck Luypaert ·
7: Xavier Reckinger ·
8: John-John Dohmen ·
9: Félix Denayer ·
10: Simon Gougnard ·
11: Jérôme Truyens · 12: Jérôme Dekeyser · 13: Thomas Briels · 14: Florent van Aubel · 15: Cédric Charlier · 16: Tom Boon · 17: Arthur Van Doren · 18: Sebastien Dockier · Coach: Marc Lammers
1: Jeremy Gucassoff (GK) ·
2: Vincent Vanasch (GK) ·
3: Gauthier Boccard ·
4: Tom Boon ·
5: Cédric Charlier ·
6: Mathew Cobbaert ·
7: Tanguy Cosyns ·
8: Alexandre de Paeuw ·
9: Felix Denayer ·
10: Sébastien Dockier ·
11: John-John Dohmen · 12: Alexander Hendrickx · 13: Loïck Luypaert · 14: Emmanuel Stockbroekx · 15: Jérôme Truyens · 16: Florent van Aubel · 17: Arthur Van Doren · 18: Elliot Van Strydonck · 17: Amaury Keusters (reserve) · 18: Simon Gougnard (reserve) · Coach: Jeroen Delmee
1: Vincent Vanasch (GK) ·
2: Loïc Van Doren (GK) ·
3: Gauthier Boccard ·
4: Alexander Hendrickx ·
5: Loïck Luypaert ·
6: Emmanuel Stockbroekx ·
7: Arthur De Sloover ·
8: Arthur Van Doren ·
9: Simon Gougnard ·
10: Augustin Meurmans ·
11: Victor Wegnez · 12: Felix Denayer · 13: Sébastien Dockier · 14: Florent van Aubel · 15: Cédric Charlier · 16: Tom Boon · 17: Thomas Briels · 18: Amaury Keusters · Coach: Shane McLeod
1: Vincent Vanasch (GK) ·
2: Loïc Van Doren (GK) ·
3: Emmanuel Stockbroekx ·
4: Arthur Van Doren ·
5: Loïck Luypaert ·
6: Arthur De Sloover ·
7: Alexander Hendrickx ·
8: Gauthier Boccard ·
9: Simon Gougnard ·
10: Antoine Kina ·
11: John-John Dohmen · 12: Victor Wegnez · 13: Felix Denayer · 14: Cédric Charlier · 15: Florent van Aubel · 16: Nicolas De Kerpel · 17: Thomas Briels · 18: Tom Boon · Coach: Shane McLeod
1: Vincent Vanasch (GK) ·
2: Loïc Van Doren (GK) ·
3: Arthur Van Doren ·
4: Arthur De Sloover ·
5: Alexander Hendrickx ·
6: Loïck Luypaert ·
7: Gauthier Boccard ·
8: John-John Dohmen ·
9: Victor Wegnez ·
10: Felix Denayer ·
11: Simon Gougnard · 12: Antoine Kina · 13: Thomas Briels · 14: Tom Boon · 15: Cédric Charlier · 16: Sebastien Dockier · 17: Nicolas De Kerpel · 18: Florent van Aubel · Coach: Shane McLeod
Vlaamse clubs · Waalse clubs · Brusselse clubs
Gouden Stick · Biografieën Belgische hockeyers
1908: Engeland ·
1920: Groot-Brittannië ·
1928: Brits-Indië ·
1932: Brits-Indië ·
1936: Brits-Indië ·
1948: India ·
1952: India ·
1956: India ·
1960: Pakistan ·
1964: India ·
1968: Pakistan ·
1972: West-Duitsland ·
1976: Nieuw-Zeeland ·
1980: India ·
1984: Pakistan ·
1988: Groot-Brittannië ·
1992: Duitsland ·
1996: Nederland ·
2000: Nederland ·
2004: Australië ·
2008: Duitsland ·
2012: Duitsland ·
2016: Argentinië ·
2020: België ·
2024: Nederland
Basketbal (mannen · vrouwen) · Basketbal 3x3 (mannen · vrouwen) · Cricket (mannen · vrouwen) · Curling (gemengd · gemengddubbel · mannen · vrouwen) · Handbal (mannen · vrouwen) · Hockey (mannen · vrouwen) · Honkbal (mannen) · IJshockey (mannen · vrouwen) · Korfbal (gemengd) · Rugby (mannen · vrouwen) · Softbal (mannen · vrouwen) · Strandvoetbal (mannen · vrouwen) · Tennis (mannen · vrouwen) · Touwtrekken (mannen · vrouwen) · Voetbal (mannen · vrouwen) · Volleybal (mannen · vrouwen) · Waterpolo (mannen · vrouwen) · Zaalhockey (mannen · vrouwen) · Zaalvoetbal (mannen · vrouwen)
1982 Annie Lambrechts · 1983 Eddy Annys · 1984 Ingrid Berghmans · 1985 niet uitgereikt · 1986 William Van Dijck · 1987 Wim Van Belleghem · 1988 Robert Van de Walle · 1989 niet uitgereikt · 1990 Ulla Werbrouck · 1991 Sabine Appelmans · 1992 Annelies Bredael · 1993 Gella Vandecaveye · 1994 Brigitte Becue · 1995 Fred Deburghgraeve · 1996 Luc Van Lierde · 1997 Stefan Everts · 1998 Sven Nys · 1999 Marleen Renders · 2000 Filip Meirhaeghe · 2001 Kim Clijsters · 2002 Kim Gevaert · 2003 Benny Vansteelant · 2004 Gino De Keersmaeker · 2005 Kathleen Smet · 2006 Tia Hellebaut · 2007 estafetteploeg 4x100m dames · 2008 Kenny De Ketele · 2009 Tom Goegebuer · 2010 Cédric Van Branteghem · 2011 Evi Van Acker · 2012 Hans Van Alphen and Marieke Vervoort · 2013 Frederik Van Lierde · 2014 Bart Swings · 2015 Jaouad Achab · 2016 Peter Genyn · 2017 Seppe Smits · 2018 Nina Derwael · 2019 Emma Meesseman · 2020 niet uitgereikt · 2021 Belgische hockeyploeg (mannen) · 2022 Remco Evenepoel  · 2023 Lotte Kopecky
1928 Louis Crooy en Victor Groenen · 1929 Georges Ronsse · 1930 Hyacinthe Roosen · 1931 René Milhoux en Jules Tacheny · 1933 Jef Scherens · 1934 Union Sint-Gillis · 1935 Arnold de Looz-Corswarem · 1936 Ernest Demuyter · 1937 Joseph Mostert · 1938 Hubert Carton de Wiart · 1939 Henry de Menten de Horne · 1940 Fernande Caroen · 1941 Jan Guilini · 1942 Pol Braekman · 1943 Albert de Ligne · 1944 niet toegekend · 1945 vliegend personeel van de Belgische sectie van de Royal Air Force · 1946 Gaston Reiff · 1947 Micheline Lannoy en Pierre Baugniet · 1948 Etienne Gailly · 1949 Feru Moulin · 1950 Briek Schotte · 1951 Johny Claes en Jacques Ickx · 1952 André Noyelle · 1953 bemanning van het jacht Omoo (zeilsport) · 1954 Adolf Verschueren · 1955 Roger Moens · 1956 Gilberte Thirion · 1957 Jacky Brichant en Philippe Washer · 1958 René Baeten · 1959 Belgische hockeyploeg bij de mannen · 1960 Flory Van Donck · 1961 Rik Van Looy · 1962 Gaston Roelants · 1963 Aureel Vandendriessche · 1964 Joël Robert · 1965 Eerste Jachtwing van de Belgische Luchtmacht · 1966 Raymond Ceulemans · 1967 Ferdinand Bracke en Eddy Merckx · 1968 Jacky Ickx · 1969 Serge Reding · 1970 Freddy Herbrand · 1971 Miel Puttemans · 1972 Karel Lismont · 1973 Roger De Coster · 1974 Paul Van Himst · 1975 Jean-Pierre Burny · 1976 Ivo Van Damme · 1977 Gaston Rahier · 1978 RSC Anderlecht · 1979 Robert Van de Walle · 1980 Belgische voetbalploeg bij de mannen · 1981 Annie Lambrechts · 1982 Ingrid Berghmans · 1983 Eddy Annys · 1984 André Malherbe · 1985 niet toegekend · 1986 William Van Dijck · 1987 Ingrid Lempereur · 1988 Eric Geboers · 1989 Michel Preud'homme · 1990 Jan Ceulemans · 1991 Jean-Michel Saive · 1992 Annelies Bredael · 1993 Vincent Rousseau · 1994 Brigitte Becue · 1995 Frédérik Deburghgraeve · 1996 Johan Museeuw · 1997 Luc Van Lierde · 1998 Ulla Werbrouck · 1999 Gella Vandecaveye · 2000 Joël Smets · 2001 Kim Clijsters en Justine Henin · 2002 Marc Wilmots · 2003 Stefan Everts · 2004 Axel Merckx · 2005 Tom Boonen · 2006 Kim Gevaert en Tia Hellebaut · 2007 4x100m-estafetteploeg voor vrouwen · 2008 niet toegekend · 2009 Philippe Gilbert · 2010 Philippe Le Jeune · 2011 Kevin Borlée · 2012 Evi Van Acker · 2013 Frederik Van Lierde · 2014 Daniel Van Buyten · 2015 4x400m-estafetteploeg voor mannen · 2016 Nafissatou Thiam · 2017 David Goffin · 2018 Nina Derwael · 2019 Belgische hockeyploeg bij de mannen · 2020 Wout van Aert · 2021 Bashir Abdi · 2022 Remco Evenepoel · 2023 Bart Swings · 2024 Lotte Kopecky